# کوچره
کوچره (به لهستانی:  Koczery) یک روستا در لهستان است که در گمینا دروخیچن واقع شده‌است.